# Dauphin Island
Dauphin Island es un pueblo de Alabama situada en el condado de Mobile, localizada en una barra también conocida como Dauphin Island. Según el censo del 2000 la población de la ciudad es de 1371 habitantes. Se incluye también las estadísticas del área metropolitana de Mobile. Su nombre vino después del tataranieto de Louis XIV y heredero de Dauphin. Pasó a formar parte de la Florida Occidental Británica en 1763, hasta su ocupación por España en 1780.
En abril de 1813 se incluyó en el norteamericano Territorio de Misisipi.
El golfo de México está situado al sur de la isla; el estrecho de Misisipi y la bahía de Mobile están localizadas al norte. Las islas del este ayudan a definir la desembocadura de la bahía de Mobile. La parte oriental de la isla, la más extensa, está cubierta de gruesos pinos, mientras que la parte occidental, más reducida, presenta maleza y pocos árboles.
Dauphin Island es el nombre de la comunidad incorporada situada en la isla. La isla tiene una población estable en 1.200 habitantes. Allí se encuentra Fort Gaines, el Laboratorio marino de Dauphin Island, el acuario público The Estuarium, varios restaurantes, aeropuerto, remolcadores de barcas, un gran muelle público, nuevos edificios en desarrollo, centros históricos y numerosos centros privados. Las playas es un atractivo para el turismo y la pesca es una actividad popular en los alrededores de la isla. La isla está conectada principalmente con el puente Gordon Persons.
Aunque la isla tiene varias reservas avícolas, la principal tiene una extensión de 167 acres (66,37 ha) es la de Audubon Bird Sanctuary. Dauphin Island es el primer lugar de encuentro para las aves que emigran al norte desde América del Sur, y como consecuencia muchas especies pueden encontrarse antes de continuar con sus viajes.

## Geografía
Dauphin Island está localizado en 30°15′23″N 88°7′31″O / 30.25639, -88.12528. 
De acuerdo con la oficina del censo de los Estados Unidos, la población tiene un área total de 166,1 mi² (430,1 km²) de las cuales 6,2 mi² (16,1 km²) es terreno y 159 mi² (414,1 km²) del 96,27 %) es agua

## Demografía
según el censo del año 2000,  hay 1.371 habitantes, 601 hogares y 418 familias residiendo en la localidad. La densidad de población fue de 221,2 hab/mi² (85,4/km² ). hay 1.691 viviendas unidas en una densidad aproximada a 272,9 mi² (105,3 km²). La población racial en la ciudad fue 96,43% blancos, 0,44% afroamericanos, 1,60% nativos americanos, 0,58% asiáticos y 0,95% son de dos o más razas, el 0,95 de la población eran hispanos o de cualquier otra raza.
Habían 601 propietarios de algún hogar de los cuales el 21,6% tenía hijos de menores de 18 años viviendo con ellos, 61,7% eran parejas casadas viviendo juntos, un 5% son mujeres sin ningún marido presente, y el 30,3% no tienen familia. El 23% residen en casas individuales y un 6,3% de los que viven solos tienen 65 años o más de edad. El promedio del tamaño de las viviendas fueron 2,28 el tamaño individual y 2,66 la familiar.
La población creció alrededor de un 17,4% los menores de 18 años, 7,4% de 18-24. 25%,7 de 25-44, 33,3% de 45-64 y 16,2% de 65 años o más. La mediana de edad se encuentra en 45 años. Por cada 100 mujeres se encuentran 111,6 hombres. Por cada mujer de 18 o más hay 114 hombres. 
La mediana de ingresos por hogar en la ciudad fue de 44.219 dólares y la mediana de ingresos por familia fue de 50.476 dólares. La población masculina tenía una media de 35.179 contra la media femenina con 24.250 dólares. La media de la renta per cápita de la localidad fue de 22.552 dólares. Cerca del 6% de las familias y el 9,2% de la población vive bajo el umbral de la pobreza incluyendo el 6,7% de aquellos menores de 18 años y el 5,4% de 65 años o más.